# Hansol Korea Open 2004
Hansol Korea Open Tennis Championships 2004 — жіночий тенісний турнір, що проходив на кортах з твердим покриттям у Сеулі (Південна Корея). Належав до турнірів 4-ї категорії в рамках Туру WTA 2004. Відбувсь уперше і тривав з 27 вересня до 3 жовтня 2004 року. Марія Шарапова здобула титул в одиночному розряді.

## Фінальна частина

### Одиночний розряд
Марія Шарапова —  Марта Домаховська 6–1, 6–1

### Парний розряд
Чо Юн Чон /  Чон Мі Ра —  Чжуан Цзяжун /  Сє Шувей 6–3, 1–6, 7–5